# Zavjesa (roman)
Zavjesa (izdan 1975.) je kriminalistički roman Agathe Christie. Hercule Poirot i satnik Arthur Hastings se u tom djelu posljednji put pojavljuju. 
Agatha Christie je roman napisala za vrijeme 1930-ih kad je počinjao Drugi svjetski rat. Dijelom što se bojala za svoj vlastiti život i dijelom što je htjela imati prikladan kraj za Poirotove slučajeve. Roman je bio zaključan u sef skoro 40 godina. Posljednji roman s Poirotom je bio Slonovi pamte, koji je izdan za vrijeme 1970-ih. Njen zadnji roman bio je Ništa nije tako tajno. Znajući da više neće pisati romane Agatha Christie već u starim godinama odlučila je izdati Zavjesu. 
Roman ne samo da vraća radnju u prvi roman Zagonetni događaj u Stylesu, nego ujedinjuje Poirota i Hastingsa koji nisu bili skupa desetljećima. 

## Radnja
Hastings dolazi u Styles St. Mary da posjeti kćerku i Poirota. Na ulazu upoznaje gospodina i gospođu Luttrel. Krenuo je u Poirotovu sobu i putem upoznaje Stephena Nortona i Sir Williama Boyda Carringtona. Kad je došao do Poirota on mu je rekao da je loše i da se sprema ubojstvo, a da je ubojica tajanstveni "X". Poirot zna tko je, ali ne želi reći Hastingsu. Hastings je istraživao. Dogodila se prva nesreća. Gospođa Luttrel je upucana u ruku. Nakon nekoliko dana dogodilo se ubojstvo. Ubijena je Barbara Franklin, no policija je zaključila da se radi o samoubojstvu. Na kraju je ubijen i Norton, a Poirot je nakon tog događaja idući dan preminuo. Ostavio je pismo Hastingsu u kojem sve objašnjava.

## Ekranizacija
Ekraniziran je u trinaestoj sezoni (2013.) kao posljednja epizoda TV serije Poirot s Davidom Suchetom u glavnoj ulozi.